# Agave neglecta
Agave neglecta là một loài thực vật có hoa trong họ Măng tây. Loài này được Small mô tả khoa học đầu tiên năm 1903.